# Kengo Furuyama
Kengo Furuyama (japanisch 古山 兼悟 Furuyama Kengo; * 11. Juli 2002 in der Präfektur Osaka) ist ein japanischer Fußballspieler.

## Karriere
Kengo Furuyama erlernte das Fußballspielen in der Schulmannschaft der Rissho University Shonan High School sowie in der Universitätsmannschaft der Osaka University of Health and Sport Sciences. Seinen ersten Vertrag unterschrieb er am 1. Februar 2025 bei Cerezo Osaka. Der Verein aus Osaka spielt in der ersten Liga, der J1 League. Sein Erstligadebüt gab Kengo Furuyama am 29. April 2025 (13. Spieltag) im Heimspiel gegen den FC Machida Zelvia. Bei der 1:2-Heimniederlage wurde er in der 72. Minute für den verletzten Ryōsuke Shindō eingewechselt.